# Fricativa velar ejetiva
A fricativa velar ejetiva é um tipo de som consonantal, usado em algumas línguas faladas. O símbolo no Alfabeto Fonético Internacional que representa este som é ⟨xʼ⟩. 

## Características
- Sua maneira de articulação é fricativa, ou seja, produzida pela constrição do fluxo de ar por um canal estreito no local da articulação, causando turbulência.
- Seu ponto de articulação é velar, o que significa que se articula com a parte posterior da língua (dorso) no palato mole.
- Sua fonação é surda, o que significa que é produzida sem vibrações das cordas vocais.
- É uma consoante oral, o que significa que o ar só pode escapar pela boca.
- O mecanismo da corrente de ar é ejetivo (glotálico egressivo), o que significa que o ar é forçado para fora bombeando a glote para cima.

## Ocorrência
| Língua  | Palavra | AFI       | Significado | Notas |
| ------- | ------- | --------- | ----------- | ----- |
| Tlingit | xʼáaxʼ  | [xʼáːxʼ]ⓘ | Maçã        |       |
| Chiwere | x^aⁿ    | [xʼã]     | Vida        |       |